# Arapska kuhinja
Arapska kuhinja je skup raznih kuhinja, koje pripadaju arapskom svijetu, od Mezopotamije do Saudijske Arabije i Sjeverne Afrike. Tu se ubrajaju i levantska, libanonska, egipatska i druge kuhinje.
Arapska kuhinja je spoj izbalansirane mješavine mediteranskih gurmanskih kulinarskih značajki i indijske kuhinje u korištenju začina.

## Sastojci
Arapska kuhinja je bogata kombinacija različitih kultura isprepletenih zajedničkim arapskim jezikom. Ima elemente egzotične libanonske kuhinje, strogost i jednostavnost Magreba te vanjskih faktora, kao što su indijski začini, iranski utjecaj i duga tradicija trgovine i vanjskih odnosa (ljudskih, kulturnih i političkih) između arapskih zemalja i drugih azijskih regija.
Postoji, međutim, zajednički nazivnik među svim tim podvrstama arapske kuhinje, a uključuje korištenje namirnica kao što su: janjetina, piletina, jogurt, metvica, majčina dušica (u smjesi zataar), sezam, curry, šafran, kurkuma, češnjak, cimet, riža, kuskus,leća, slanutak i riba u obalnim područjima. Kava i čaj su najčešća pića, najčešće vrući.
Neka od arapskih jela su: kebab, dolma, baklava, kabsa, falafel, samosa, konzervirani limun i dr.
Povrće ima prednost nad mesom. U većini jela koriste se: krastavac, patlidžan i luk. Korištenje voća uglavnom je ograničeno na citruse, datulje i smokve te orašasto voće (badem, kikiriki, pistacija, orah). Začini su vrlo slični onima, koji se koriste u Indiji.

## Kultura
Pojam hrane u arapskim zemljama usko je povezan s gostoljubivosti. U mnogim slučajevima, poslužiti jelo gostu je prilika, za iskazati čast. U većini zemalja, islam obilježava precizne rituale kako i kada jesti (npr. dani posta u ramazanu).